# Arts en Isère Dauphiné Alpes
Arts en Isère Dauphiné Alpes (AIDA) est un établissement public de coopération culturelle (EPCC) français créé en 2004 à l’initiative du conseil général de l’Isère, de la communauté de communes du Pays de Bièvre-Liers et de la commune de La Côte-Saint-André. Cette structure est financée principalement par le Département de l'Isère et organise plusieurs évènements culturels importants du département.
En 2022, l'Agence Iséroise de Diffusion Artistique devient Arts en Isère Dauphiné Alpes.

## Histoire
Créé en 2004, AIDA fait partie des premiers établissements français qui ont pris le statut d'établissement public de coopération culturelle (EPCC) — ce statut ayant vu le jour en 2002.

## Missions
Arts en Isère Dauphiné Alpes gère une partie de la politique en faveur du spectacle vivant du département de l'Isère ; il répond à l'objectif de « porter la culture au plus près des publics »,, ; il permet aussi d'améliorer la coopération entre collectivités territoriales autour de projets culturels. Le financement principal d'AIDA dépend du Département de l'Isère.
L'EPCC AIDA est aussi l'organisateur de plusieurs évènements culturels majeurs dépendants du Département de l'Isère : le Festival Berlioz à La Côte-Saint-André ; Les Allées Chantent (80 concerts formant un « tour de l'Isère » ; À travers chants, un projet pédagogique choral pour les enfants de 8 à 12 ans ; La Maison Messiaen, une résidence d’artistes en Matheysine ; le Concours international Olivier Messiaen ; le festival de musique contemporaine Messiaen au Pays de la Meije ; et le Jeune Orchestre Européen Hector Berlioz,,,,,.

## Gouvernance
Le président actuel de la structure est Patrick Curtaud.
Depuis la fin des années 2000, le directeur de l'EPCC AIDA est le musicien, chercheur, enseignant et directeur artistique Bruno Messina,,,.

## Locaux
L'EPCC AIDA est situé au 7 avenue du Maquis-du-Grésivaudan, à La Tronche et dispose d'une annexe à La Côte-Saint-André, au no 38 de la place des Halles, où se tient annuellement le Festival Berlioz.